# Edmund Hellmer

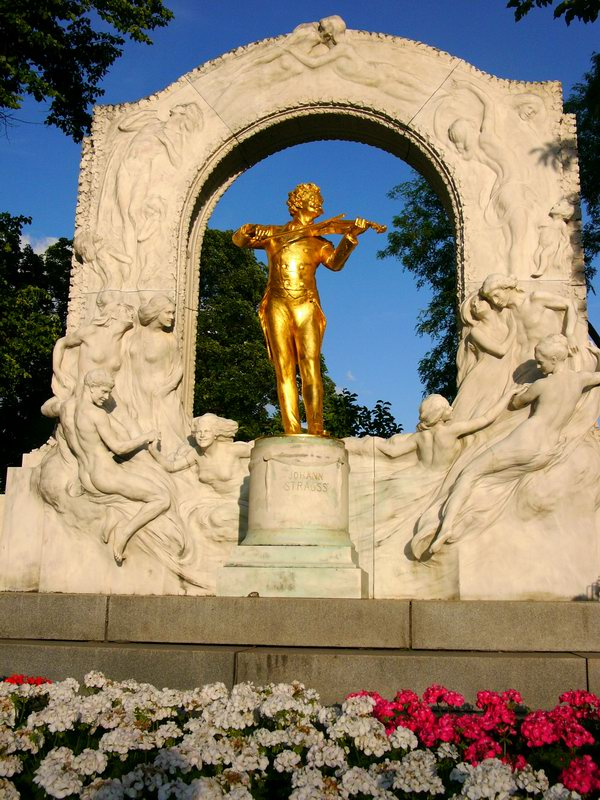
Minnesmärke över Johann Strauss den yngre, av E. Hellmer

Edmund von Hellmer, född 12 november 1850 i Wien, död där 9 mars 1935, var en österrikisk skulptör.
Han studerade för Franz Bauer vid Wiens konstakademi men samtidigt också för Hans Gasser. Han utvecklade en omfattande verksamhet som porträttör, men främst som monumentalskulptör. Bland hans i regel behagliga och lätt tillgängliga, effektfulla verk kan nämnas monumentet över Wiens befrielse från turkarnas anfall, i Stefansdomen (1883), statyer över Emil Schindler och Goethe (1900), båda i sittande ställning, i Wien, över kejsarinnan Elisabet, i Salzburg, och Maria Teresia, i Wiens statsarkiv.
Bland hans mera dekorativa arbeten finns Kastaliabrunnen i Wiens universitet, och den figurrika Lek, brunnsgrupp i en pergola. Hellmer var också verksam som professor vid Wiens konstakademis bildhuggarskola från 1879 – och utgav 1900 broschyren Lehrjahre der Plastik.